# Tabula ansata

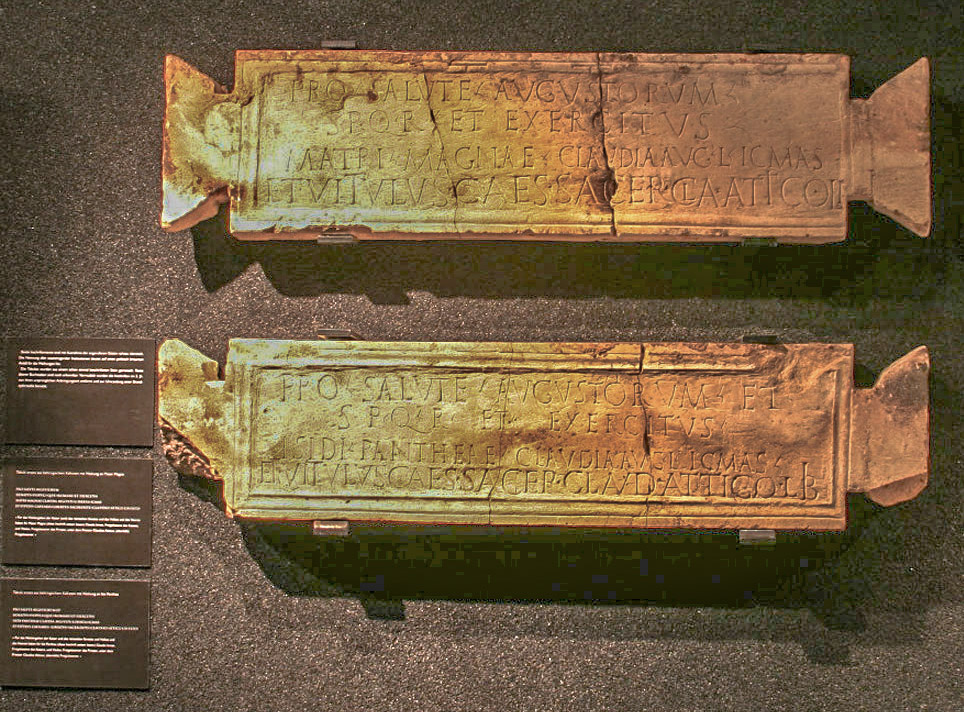
Tabulae ansatae del Santuari d'Isis i de la Magna Mater de Magúncia

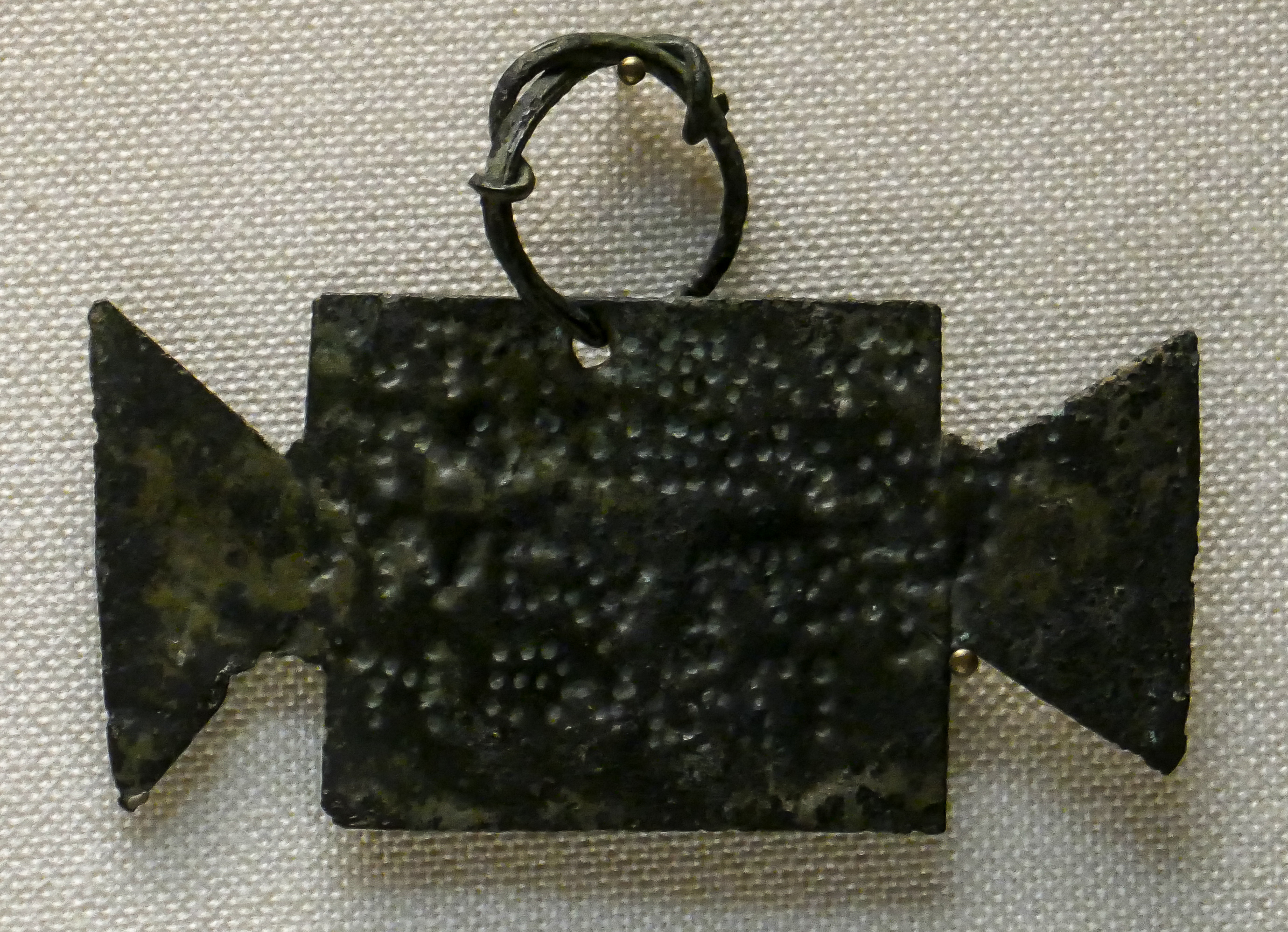
Tabula ansata amb inscripció d'ofrena a Nèmesis, s. II-III. Museu Arqueològic de Sevilla

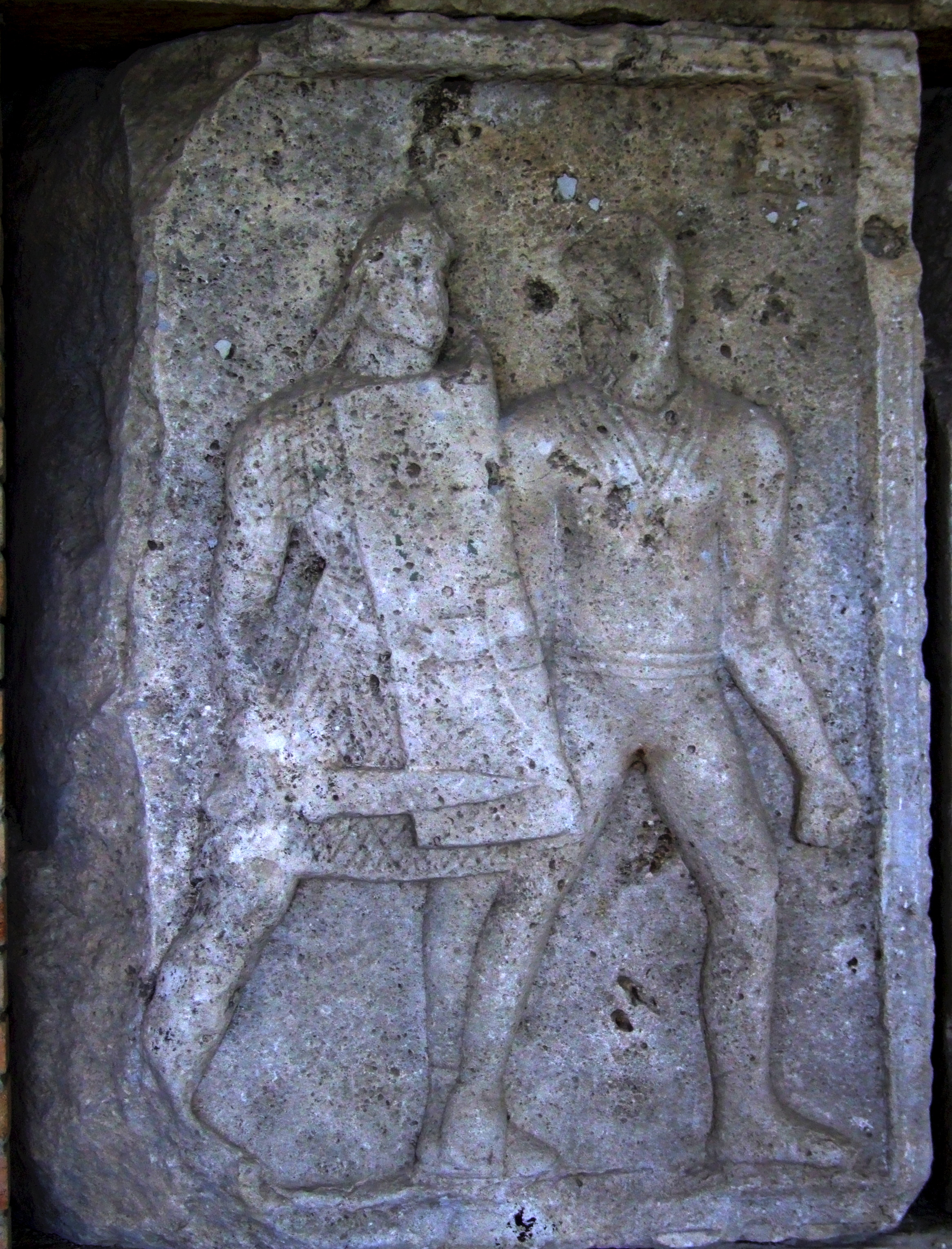
Tabula ansata en un escut d'un soldat en la mètopa XXIV del Tropaeum Traiani

Una tabula ansata o tabella ansata (en llatí: 'tauleta o cartel·la amb anses', plural: tabulae ansatae o tabellae ansatae) és un element d'arquitectura i ornament, un tauler rectangular o cartel·la amb els dos costats flanquejats per anses en forma de cua d'oreneta.
La tabula ansata pot ser un gravat en baix relleu o una escultura independent.

## Imperi romà
Era una forma preferida per a les tauletes d'ofrena durant l'Imperi Romà d'Occident.
Les tabulae ansatae també identificaven les unitats de soldats quan s'han trobat en les tegimenta (cobertes de cuir) dels scuta (armes), per exemple a Vindonissa (Windisch, Suïssa). També n'hi ha exemples escultòrics, com en les mètopes del Tropaeum Traiani (a Adamclisi, Romania), on es mostra que s'empraven amb el mateix objectiu en els escuts.

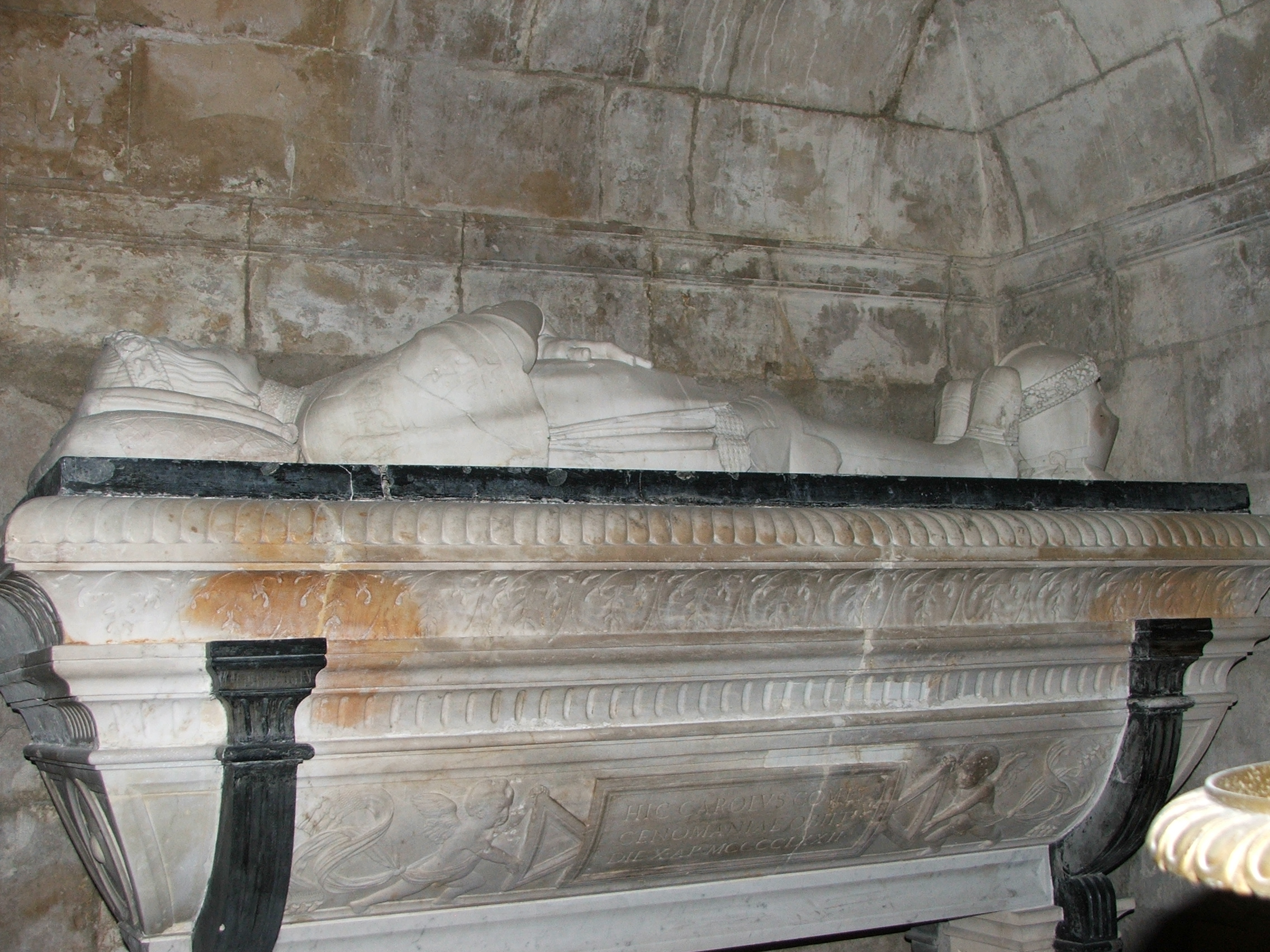
Relleu de tabula ansata en la tomba de Carles IV del Maine, atribuïda a Francesco Laurana, a la catedral de Le Mans

## Era moderna
Les tabulae ansatae, les han utilitzades artistes moderns des del segle xv, com es pot veure a la tomba de Carles IV de Maine, atribuïda a Francesco Laurana, a la catedral de Le Mans.
L'Estàtua de la Llibertat sosté una d'aquestes tabulae ansatae amb la inscripció en nombres romans del "4 de juliol del 1776".